# Wereldkampioenschappen Fries dammen
De Wereldkampioenschappen Fries dammen worden in principe elke twee jaar gehouden door de internationale bond World Frisian Draughts (WFD). Het WK van de variant Frysk!, waarbij elke spelers met vijf stenen begint, vind jaarlijks plaats. Bekende deelnemers zijn de Russische meervoudig wereldkampioen dammen Aleksandr Georgiejev en de meervoudig vice-wereldkampioen dammen en wereldkampioen sneldammen Jean Marc Ndjofang uit Kameroen.

## WK Fries dammen
De klassieke Friese damvariant wordt gespeeld met 20 damstukken per speler. Elke twee jaar wordt, om en om, of een toernooi, of een tweestrijd georganiseerd. Bij het toernooi wordt gespeeld met zestien deelnemers, in een voorronde en finaleronde, plus zo nodig een barrage om de finalisten of eindwinnaar te bepalen. De tweestrijd wordt gespeeld over 11 ronden tussen de regerend wereldkampioen en de laatste winnaar van het Grootmeestertoernooi.
| Jaar | eerste         | tweede             | derde          | Bron              |
| ---- | -------------- | ------------------ | -------------- | ----------------- |
| 2018 | Marten Walinga | Alexander Georgiev | Jelle Wiersma  | [ 1 ] [ 2 ] [ 3 ] |
| 2021 | Marten Walinga | Folkert Groenveld  | tweestrijd     | [ 4 ]             |
| 2024 | Marten Walinga | Jelle Wiersma      | Taeke Kooistra | [ 5 ]             |

## WK Frysk!
Bij deze variant spelen de zestien deelnemers met elk 5 damstukken. Kwalificatie voor het toernooi verdienen:
1. de nationale kampioenen van Italië, Tsjechië en Nederland;
2. de vier Grootmeesters en vier Meesters van het Friesland Open toernooi;
3. de winnaar van de finale van de Lidraughts toernooien.

De overige plaatsen worden gevuld met de topspelers uit het kwalificatietoernooi, dat een dag voor het kampioenschap wordt gehouden.
| Jaar                                | eerste                              | tweede                              | derde                               | Bron   |
| ----------------------------------- | ----------------------------------- | ----------------------------------- | ----------------------------------- | ------ |
| 2016                                | Jelle Wiersma                       | Alexander Georgiev                  | Foeke Tiemensma                     | [ 6 ]  |
| 2017                                | Taeke Kooistra                      | Hein de Vries                       | Jelle Wiersma                       |        |
| 2018                                | Foeke Tiemensma                     | Jelle Wiersma                       | Marten Walinga                      |        |
| 2019                                | Foeke Tiemensma                     | Taeke Kooistra                      | Alexander Georgiev                  | [ 7 ]  |
| 2020                                | Jelle Wiersma                       | Marten Walinga                      | Andrea Peirano                      | [ 8 ]  |
| Niet gehouden wegens coronapandemie | Niet gehouden wegens coronapandemie | Niet gehouden wegens coronapandemie | Niet gehouden wegens coronapandemie | [ 9 ]  |
| 2023                                | Auke Zijlstra                       | Hein de Vries                       | Dicky van der Meer                  | [ 10 ] |
| 2024                                | Jelle Wiersma                       | Taeke Kooistra                      | Aleksej Domchev                     | [ 11 ] |
| 2025                                | Foeke Tiemensma                     | Jelle Wiersma                       | Tsjerk Wijbenga                     | [ 12 ] |